# Michael Paul (Politikwissenschaftler)
Michael Paul (* 1959 in Nördlingen) ist ein deutscher Politikwissenschaftler.

## Werdegang

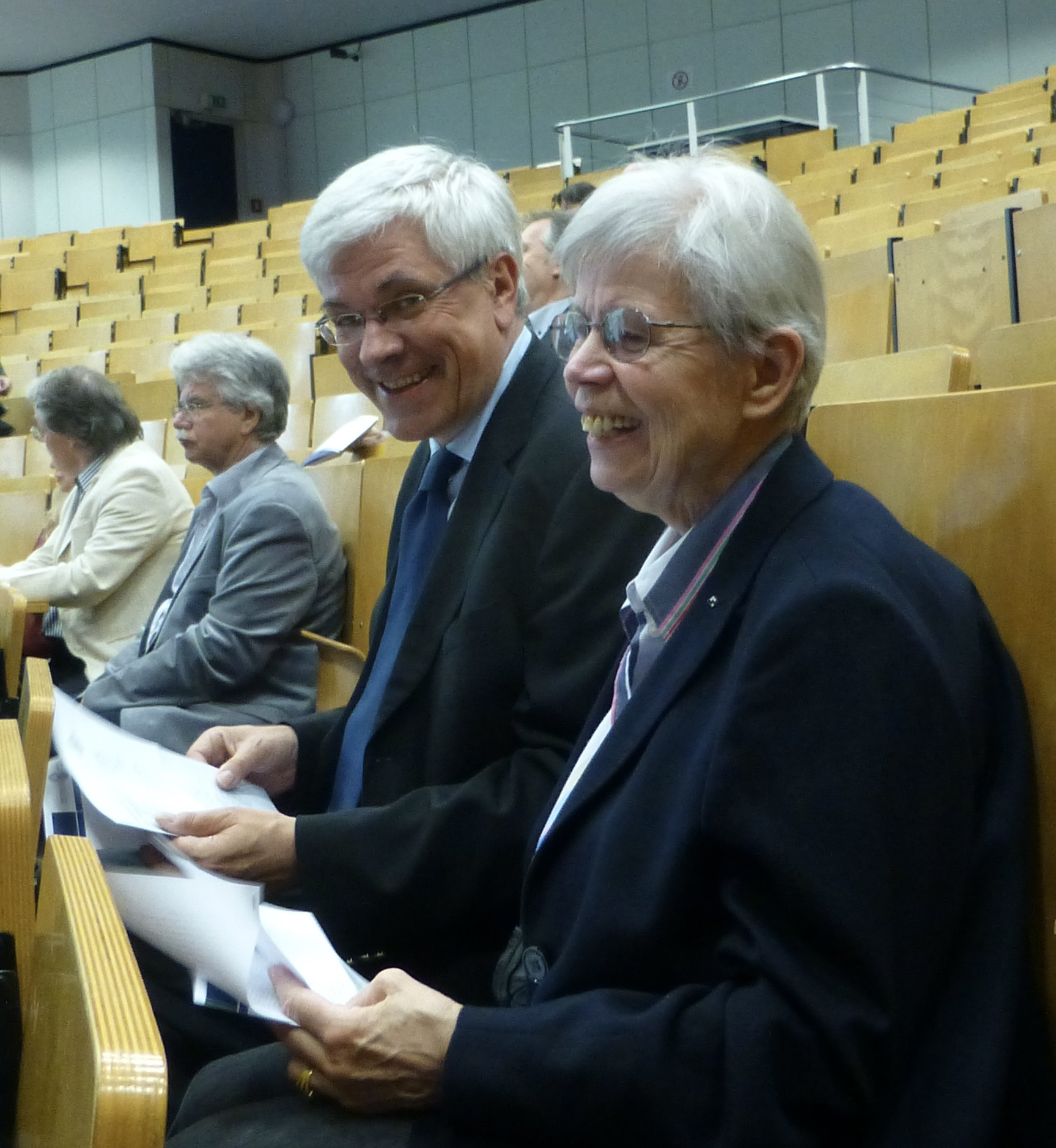
Michael Paul mit Helga Haftendorn im Mai 2014 bei seiner Silbernen Promotionsfeier an der Freien Universität Berlin

Paul studierte Politikwissenschaft, Kommunikationswissenschaft und Völkerrecht an der Ludwig-Maximilians-Universität München und wurde 1989 an der Freien Universität Berlin bei Helga Haftendorn promoviert. Er war unter anderem als Research Fellow am Center for Science and International Affairs (CSIA) der Harvard-Universität, Cambridge, sowie der University of Maryland tätig.
Seit 2007 ist er wissenschaftlicher Mitarbeiter (Senior Fellow) der Stiftung Wissenschaft und Politik (SWP) in Berlin. Zudem ist er Mitglied des Arktisdialogs des Alfred-Wegener-Instituts und Leiter des Gesprächskreises maritime Sicherheit der SWP. Er war 2018–2019 Mitglied des Expertenteams im Themenzyklus „Meere und Ozeane“ des Runden Tisches der Bundesregierung.
Im Fachgebiet Sicherheitspolitik beschäftigt er sich als Senior Fellow mit den Forschungsgebieten Asien, Russland, Osteuropa, Zentralasien, USA, Kanada, Wirtschaft, Handel, Ressourcen.
Paul publiziert schwerpunktmäßig zu Fragen der Sicherheits- und Verteidigungspolitik mit Blick auf Arktis, China, Indo-Pazifischer Raum, Russland, USA, Ukraine, Maritime Sicherheit, NATO, Rüstungskontrolle sowie Streitkräfte und Militär.

## Publikationen (Auswahl)
- Abrüstung durch Rüstungskontrolle. Amerikanische Reduzierungskonzepte in SALT und START. Nomos Universitätsschriften, Baden-Baden 1990, ISBN 3-7890-2143-1.
- Atomare Abrüstung. Probleme, Prozesse, Perspektiven. Bundeszentrale für politische Bildung, Bonn 2011, ISBN 978-3-8389-0248-7.
- China im Fokus amerikanischer Sicherheitspolitik. In Hans-Günther Hilpert, Christian Wagner (Hrsg.): Sicherheit in Asien. Konflikt, Konkurrenz, Kooperation. Nomos, Baden-Baden 2016, ISBN 978-3-8487-3311-8, S. 49–102.
- Kriegsgefahr im Pazifik? Die maritime Bedeutung der sino-amerikanischen Rivalität. Nomos, Baden-Baden 2017, ISBN 978-3-8487-3392-7.
- Die „Große Sandmauer“ im Südchinesischen Meer. Konfliktursachen und Lösungsperspektiven. In: Michael Staack, David Groten (Hrsg.): China und Indien im regionalen und globalen Umfeld. Budrich, Opladen 2018, ISBN 978-3-8474-2191-7, S. 63–80.
- Der Kampf um den Nordpol. Die Arktis, der Klimawandel und die Rivalität der Großmächte. Herder, Freiburg 2022, ISBN 978-3-451-39052-4.
- U.S. Arctic Security Policy, North American Arctic strategies, Russian hubris and Chinese ambitions. SWP Comment 2023/C 40, 18. Juli 2023, doi:10.18449/2023C40.
- Zurück in die Zukunft der Arktis. Die andauernde Relevanz von Rüstungskontrolle. SWP-Aktuell 2024/A 03, 25. Januar 2024, doi:10.18449/2024A03.
- Grönlands arktische Wege zur Unabhängigkeit. SWP-Studie 2024, 2. Oktober 2024.
- Chinas arktische Wende. SWP-Aktuell 2024, 18. Dezember 2024, doi:10.18449/2024A68.

## Rezeption
Sein Buch zu Arktis, Klimawandel und Rivalität der Großmächte wurde von verschiedenen Rezensenten als Standardwerk beurteilt: So schreibt Nicolas Freund von der Süddeutschen Zeitung: „Ein Standardnachschlagewerk zu politischen, wirtschaftlichen und sicherheitsrelevanten Themen im arktischen Raum … Der Griff nach dem Eismeer; Michael Paul erklärt, warum der Nordpol zum Schauplatz internationaler Konflikte werden wird“.
Ralph Rotte beschreibt es in der FAZ als „kühle, von rationalen, realpolitischen und strategischen Grundpositionen ausgehende Analyse … Kalter Krieg im (ehemals) ewigen Eis? Die Bedeutung der Region um den Nordpol wächst - und mit ihr das Interesse der großen Mächte“.
Michael Däumer stellt in einem Beitrag für die Deutsche Atlantische Gesellschaft fest: „Einen besseren Zeitpunkt hätte der Autor für die Veröffentlichung dieses Buches nicht auswählen können. Michael Paul, Senior Fellow der Stiftung Wissenschaft und Politik in Berlin, analysiert auf 286 Seiten am Beispiel der Arktis neue außen- und sicherheitspolitische Machtkonstellationen von globaler Reichweite.“
Auch das vorherige Buch Kriegsgefahr am Pazifik (2017) wurde in einer Rezension in der TAZ als Grundlagenwerk gelesen: „Michael Paul hat mit Kriegsgefahr im Pazifik? ein Buch vorgelegt, das diesen Konflikt so umfassend und detailreich analysiert und einordnet, dass man von einem Grundlagenwerk sprechen kann.“